# لامبرلاند (نيويورك)
لامبرلاند (بالإنجليزية: Lumberland, New York)‏ هي معلم جغرافي تقع في الولايات المتحدة في مقاطعة سوليفان، نيويورك. يقدر عدد سكانها بـ 2,468 نسمة ومساحتها 128.6 كم2 وترتفع عن سطح البحر 409 متر.